# Bunonema ditlevseni
Bunonema ditlevseni är en rundmaskart. Bunonema ditlevseni ingår i släktet Bunonema och familjen Bunonematidae. Inga underarter finns listade i Catalogue of Life.